# Renzo Garcés
Pour les articles homonymes, voir Garcés.
Renzo Renato Garcés Mori, né à Pucallpa au Pérou le 12 juin 1996, est un footballeur péruvien jouant en défense centrale.

## Biographie

### Carrière en club
Formé à l'Universidad San Martín de Porres, Renzo Garcés y fait ses débuts professionnels en 2014 avant d'être transféré au Sporting Cristal deux ans plus tard. Il y est sacré champion du Pérou en 2018. Prêté à l'Universidad César Vallejo de Trujillo entre 2019 et 2020, son transfert devient définitif en 2021.
Au cours de sa carrière, il dispute sept et cinq matchs de Copa Libertadores et Copa Sudamericana, respectivement, sans marquer de but dans les deux compétitions.

### Carrière en équipe nationale
Convoqué par le sélectionneur du Pérou, Ricardo Gareca, dans la liste finale de joueurs appelés à disputer la Copa América 2021 au Brésil, Renzo Garcés reste sur le banc durant toute la compétition. Il joue ses deux premiers matchs en sélection, contre le Panama et la Jamaïque, en amical, les 16 et 21 janvier 2022, respectivement.

## Statistiques

### En sélection nationale
| Saison                | Sélection             | Phases finales        | Phases finales | Phases finales | Phases finales | Éliminatoires CDM | Éliminatoires CDM | Éliminatoires CDM | Matchs amicaux | Matchs amicaux | Matchs amicaux | Total | Total | Total |
| Saison                | Sélection             | Compétition           | M              | B              | Pd             | M                 | B                 | Pd                | M              | B              | Pd             | M     | B     | Pd    |
| --------------------- | --------------------- | --------------------- | -------------- | -------------- | -------------- | ----------------- | ----------------- | ----------------- | -------------- | -------------- | -------------- | ----- | ----- | ----- |
| 2020-2021             | Pérou                 | Copa América 2021 4e  | 0              | 0              | 0              | -                 | -                 | -                 | -              | -              | -              | 0     | 0     | 0     |
| 2021-2022             | Pérou                 |                       | -              | -              | -              | -                 | -                 | -                 | 2              | 0              | 0              | 2     | 0     | 0     |
| 2024-2025             | Pérou                 | -                     | -              | -              | -              | 6                 | 0                 | 0                 | -              | -              | -              | 6     | 0     | 0     |
| Total sur la carrière | Total sur la carrière | Total sur la carrière | 0              | 0              | 0              | 6                 | 0                 | 0                 | 2              | 0              | 0              | 8     | 0     | 0     |

## Palmarès
Sporting Cristal
- Championnat du Pérou (1) :
  - Champion : 2018.
- Torneo de Verano (1) :
  - Vainqueur : 2018.